# Acacia dunnii
Acacia dunnii é uma espécie de leguminosa do gênero Acacia, pertencente à família Fabaceae.